# Joan-Frederic Brun
Joan-Frederic Brun (nascut a Montpeller, el 1956). Escriptor occità. Metge de professió, comença la seva trajectòria literària amb poemes publicats en revistes literàries occitanes, recollits a "Estius e Secaresas" (1979).
La seva obra més important és segurament la narrativa.
També col·labora a la revista Òc des de 1974. Era molt proper al poeta i escriptor d'Argelièrs, Max Roqueta i ha creat una associació Amistats Max Roqueta per a divulgar l'obra d'aquest gran escriptor occità. És president de la secció occitana del PEN-club internacional.